# Courante
La Courante (també anomenada corrente o corranda) era una dansa de la cort sorgida probablement al segle XVI a la cort francesa. El seu ritme ternari, està escrit amb preferència en compàs ¾ i ⅜ (per la courante italiana), però també en 3/₂ i ⁶/₄(per la courante francesa), en aquest últim cas els diferents temps representen un ¾, es pot trobar un temps binari o ternari segons el moment de la dansa. Va estar de moda a l'aristocràcia europea, sobretot a Anglaterra i França.
Encara que existeixen dos tipus de courante: la francesa (courante) i la italiana (corrente), al començament no es donaven aquests dos noms per distingir-ne els diferents tipus, la distinció va venir més tard.
Tot i que aquesta dansa va adquirir importància al segle xvii, no es conserven coreografies anteriors al segle xviii. Va ser una de les danses més importants dels balls de la cort de Lluís XIV i va sobreviure fins al segle xviii, finals del barroc.
Habitualment la dansa comença amb una anacrusa i la nota final sol estar en el temps fort. L'evolució d'aquesta peça cap a una purament instrumental va anar acompanyada d'una modificació del ritme. En les courantes més antigues, franceses, el primer temps se sol allargar cap al segon mitjançant un puntet i la unió del segon i tercer temps mitjançant una figura (podríem dir que és una alternança pas llarg - pas curt). Però les courantes més modernes, italianes, estan formades per un constant moviment de figures iguals.

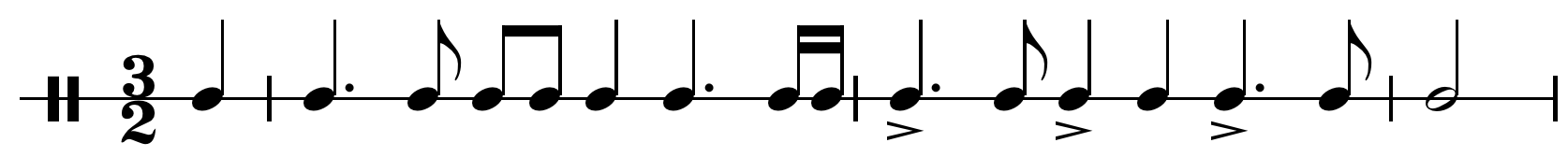
Esquema del ritme de la courante francesa

Al segle xvii i xviii, la courante, tant la dansa com la música, és una peça amb les següents característiques:
- amb vivacitat rítmica
- que requereix habilitat intel·lectual
- amb noblesa

Són danses pels coneixedors, ja que es precisa concentració constant, un control físic considerable, però, sobretot, presència i port els quals havia d'aprovar el rei (com Lluís XIV i Lluís XV).

## La dansa
En general es coneix molt poc d'aquesta dansa, sobretot dels seus inicis. Però se sap que en els seus inicis, en la forma de cort, la dansa es precedia d'una pantomima per a tres parelles.

### Dansa francesa
Coneixem molt poc de la dansa francesa trobem descripcions publicades el 1589 de Thoinot Arbeau, qui descriu la courante de la següent manera:
senzill a l'esquerra: (1) pas a l'esquerra, (2) ajuntar els peus 

senzill a la dreta: (3) pas a la dreta, (4) ajuntar els peus 

doble a l'esquerra: (5) pas a l'esquerra,(6) pas a la dreta,(7) pas a l'esquerra,(8) apropar els peus 

Repetir-ho tot amb els peus en la direcció inversa (9-16)
Es van repetint aquests passos en aquest ordre. Hi ha moments (amb la figura blanca) en què es pot saltar, però en els mateixos moments en lloc de saltar es poden fer petits sospirs, depèn del ballarí.
També trobem una descripció i característiques a "la Bourgogne" al segle xvii.
La dansa francesa evoluciona cap a unes maneres galants entre les quals trobem salutacions i genuflexions.

### Dansa italiana
En el cas de les danses italianes, al començament, es ballaven en parella, amb passos de carrera: cap enrere i cap al davant, i saltant i lliscant de manera majestuosa. Les parelles avançaven al davant i al darrere agafats de les mans. També es deixaven les mans i saltaven donant-se la cara o girant-se i donant-se l'esquena o fent petits passos.

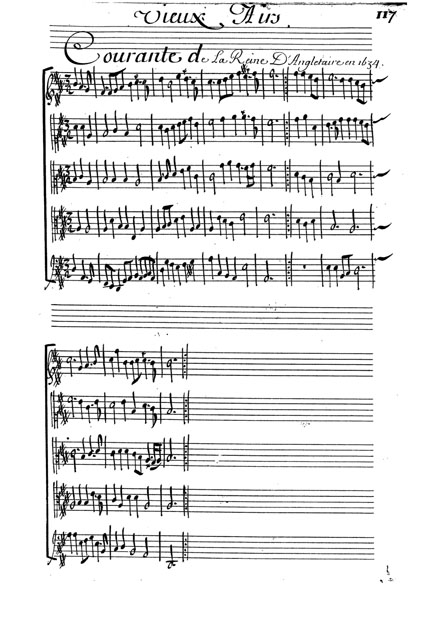
Manuscrit d'una courante de Charles de Lespine Segle XVI

## La música
Primerament es va utilitzar en les parelles de danses de moviment contrastant (ràpida/lenta o lenta/ràpida) com la pavana - gallarda o el pasamezzo - saltarello. Substituint d'altres ràpides també en compàs ternari com la romanesca i el saltarello italianes o la Gallarda francesa, habitualment després de l'alemanda.
Es van començar a agrupar més de dues danses i va arribar un moment, en què les danses van deixar de ballar-se, la suite va evolucionar. A França trobem els ordres, una exemple seria l'obra de François Couperin on podem trobar dos i tres courantes seguides en una mateixa suite. Per exemple en el XVII ordre en mi major de François Couperin. Per altra banda, a Itàlia la trobem a la sonata da camera on també s'introdueixen moviments no ballables.
En aquest moment ja podem distingir dos tipus de courante, la més antiga, la francesa, que s'alenteix amb Jean Baptiste Lully, i que és més contrapuntística i la italiana, la qual és més ràpida i lírica.
Per altra banda, els alemanys van optar per un equilibri entre melodia i harmonia. A més van establir l'ordre de les dances de la suite: la courante normalment es trobava en el segon moviment del seu esquema fonamental. Just després de l'alemanda, com en les parelles de danses, i abans de la sarabanda.
La courante, també pot estar acompanyada de dos o tres dobles, variacions harmòniques i/o melòdiques. Per exemple en la partita núm.1 BWV 806 de J.S. Bach on hi han dues courantes, la segona acompanyada de dos dobles.

### Resum formal i harmònic

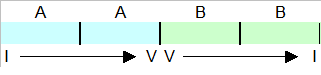
esquematització de la forma binària

La forma habitual és la binària (A:||B:||). On, i sobretot a finals del barroc, en la primera secció, normalment es modula cap a la dominant o cap al relatiu major, si està escrita en un to menor. Després, en la segona secció, torna a la tonalitat principal.
Per exemple, si la peça està escrita en do major, anirà cap a la dominant, sol major. Si en canvi ho està en do menor, la peça anirà cap al relatiu major, mi b major.

### Compositors que utilitzen aquesta dansa

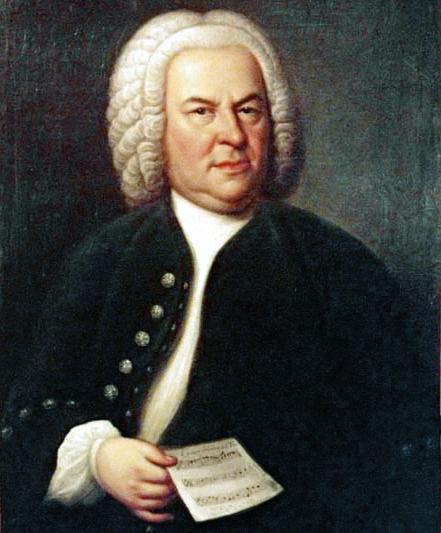
Retrat de Johann Sebastian Bach

En el renaixement i el barroc la courante és molt utilitzada. Podem trobar-la en dos estils diferents: la courante francesa i la italiana.
- courante francesa: Jean Baptiste Lully, Robert Ballard, Ennemond Gaultier, Jacques Champion de Chambonnières, Jean-Henri d'Anglebert, Louis Couperin.
- Corrante italiana: Vivaldi, Michelangelo Rossi, Arcangelo Corelli
- Autors que utilitzen tots dos tipus: François Couperin (normalment fa el tipus francès, encara que també en té alguna d'italiana), Girolamo Frescobaldi, Georg Philipp Telemann, Handel, J. S, Bach el qual, per exemple, utilitza en la partita 1 el tipus italià i en la 2 el francès.

Al segle XVIII, la courante que s'escriu per les suites és instrumental i per tant, no està feta pel ball. Continua contrastant amb l'allemanda,està escrita en forma de fugato, moviment ràpid que enllaça amb l'adagio de la sonata i obertura. Com a autors d'aquesta època podríem citar a Bach, Haendel o Rameau.
Al classicisme, gairebé desapareix, tot i així, Mozart encara té una suite inacabada en do major, K399, per a piano on es pot trobar una courante.
Per altra banda a finals del segle xix també en trobem en l'obra d'Isaac Albéniz. El moviment Catalunya de la Suite espanyola Op. 47 és una courante.
Al començament del segle xx, els autors que han utilitzat la courante en estil antic ho han fet seguint l'estil de Bach, amb els seus desenvolupaments i de vegades afegint-hi dobles amb variacions

## Exemples

### Dansa
- Courante
- Courante barroc

### Audició
- Courante de Lully